# Stictoptera atrifascia
Stictoptera atrifascia là một loài bướm đêm trong họ Noctuidae.